# Daisuke Kirii
Daisuke Kirii (桐井 大介 Kirii Daisuke?,  Prefectura de Gifu, Japón, 23 de julio de 1975) es un actor de voz y narrador japonés, afiliado a Office Osawa.

## Filmografía

### Anime
2000
- Ayashi no Ceres como Conductor

2001
- Hellsing como Soldado, miembro de Hellsing

2002
- Tokyo Underground como Guardia
- Piano como Consejero
- Heat Guy J como Johnny
- Wagamama Fairy Mirumo de Pon!

2003
- Onegai☆Twins como Estudiante
- Saiyuki como Hombre
- Tsukihime como Varios
- Shinkon Gattai Gōdan'nā!! como Horii, piloto
- Texhnolyze como Kaku
- Mermaid Melody: Pichi Pichi Pitch como Tarō Kurage
- Mega Man Battle Network como Varios

2004
- Agatha Christie's Great Detectives Poirot and Marple como Alfred, Cracken Soap, Lowen
- Uta Kata como Baba
- Otogi Zoshi como Maestro del Yin Yang
- Genshiken como Estudiante
- Shinkon Gattai Gōdan'nā!! 2 como Yamada, comandante
- Zoids: Fuzors como Shin, Rattle
- To Heart como Director, DJ
- 2 × 2 = Shinobuden como Ninja
- Notte ke Expresstz como Black Expretts / Silver Express
- Hikari to Mizu no Dafune como Road Raider No. 1
- Futakoi como Tanaka-sensei
- Mermaid Melody: Pichi Pichi Pitch Pure como Tarō Kurage
- Rockman EXE como Walter

2005
- Ichigo Mashimaro como
- Garasu no Kamen como Aoki
- Karin como Personal
- Gunparade March como Gishi
- Gokujō Seitokai como Profesor Kondo, Takai
- Shinshaku Sanada Jūyūshi
- Zoids: Genesis como Berkeley
- Naruto como Karashi
- To Heart 2
- Trinity Blood como Tripulación
- Noein como Taiga
- Honey and Clover como Matsukichi Ōshima
- Major como Muta, Yakushiji
- MÄR como Alibaba

2006
- Witchblade como Michael, Ōta
- Utawarerumono como Oboro
- Ouran High School Host Club como Takashi Morinozuka
- Gakuen Heaven como Hiroya Yoshizumi
- Zegapain (Narración)
- Tactical Roar como Secretario
- Musashi -Gandō- como Akechi Mitsuhide, Karasu Ayakashi
- Love Get Chu como Reportero A
- Ray the Animation como Dr. Horibe
- Rec como Director de anime

2007
- Kamichama Karin como Kyōju Karasuma
- Kirarin Revolution como Akira Kuroki
- Gintama como Tennin
- Getsumento Heiki Mina como Tsuyoshi Nikaidō, Star of Laban
- Darker than Black como Reiji Kikuchi
- Tengen Toppa Gurren-Lagann como Artenneborough Corechic / Eirak Coiger
- Naruto como Ryūgan
- Lovely Complex como Kein-sama

2008
- Amatsuki como Kuro
- Kodai Ōja Kyōryū King como Aladdin
- Tytania como Connaught
- Michiko to Hatchin como Locutor
- Monochrome Factor como Date
- Yakushiji Ryōko no Kaiki Jikenbo como Staff C

### Live action
- Kamen Rider Den-O: Axe-Hand Mole Imagin (Voz)

### Videojuegos
- Soul Eater Monotone Princess: Grimoire (aka Noah)